# Monestirs armenis de l'Iran
Els conjunts monàstics armenis de l'Iran al nord-oest del país consisteix en tres conjunts monàstics de la fe cristiana armènia: els monestirs de Sant Tadeo i Sant Stepanous i la capella de Dzordzor. Estan inscrits a la llista del Patrimoni de la Humanitat de la UNESCO des del 2008.